# Jorge Iván Ospina
Jorge Iván Ospina Gómez né le 1er octobre 1965 à Cali, est un médecin et homme politique colombien. Il est maire de Cali de 2008 à 2011 et de 2020 à 2023, ainsi que sénateur de 2014 à 2018. 

## Biographie
Ospina est médecin à l'hôpital universitaire de Valle Evaristo Garcia. Le père d'Ospina, Iván Marino Ospina, était guérillero et cofondateur du groupe révolutionnaire Mouvement du 19 avril (M-19). 
Le 28 octobre 2007, Ospina est élu maire de Cali avec 44 % des voix en battant Francisco Lloreda avec 39 %, et entre en fonction le 1er janvier 2008. Il quitte la mairie quatre ans plus tard et est sénateur de juillet 2014 à juillet 2018 pour l'Alliance verte.
Le 27 octobre 2019, il est de nouveau élu maire et prend ses fonctions le 1er janvier 2020.
Lors de son mandat, Jorge Iván Ospina Gómez lance un projet appelé « 21 Mégatravaux », réalisé dans le cadre d'une contribution pour la valorisation de la ville, qui comprend une série de travaux routiers et de ponts facilitants la circulation véhicules, de ponts piétonniers. Ses fonctions prennent fin le 31 décembre 2023.